# Swordfishtrombones
Albums de Tom Waits
One From the Heart
(1982) Rain Dogs
(1985)
Swordfishtrombones est un album rock de Tom Waits sorti sur le label Island Records sorti le septembre 1983.

## Historique
Swordfishtrombones est son premier album sorti sur le label Island Records, après avoir quitté Bones Howe, son producteur jusque lors. Sorti en 1983, l'album est majoritairement reconnu dans les critiques musicales comme étant l'un des meilleurs albums de Tom Waits. Swordfishtrombones est différent des albums précédents. Des genres musicaux folk, blues, rock et jazz, Tom Waits amorce un nouveau virage vers une musique nouvelle dont la sonorité et le style en font un genre proche du Rock expérimental. Tom Waits y incorpore une composition musicale plus abstraite et de nombreux instruments inhabituels. Au jazz s'est substitué un kaléidoscope de bricolages sonores. Swordfishtrombones ne ressemble à rien de connu dans le rock

## Titres
Toutes les chansons sont écrites et composées par Tom Waits, Arrangements de Frances Thumm. Enregistrements par Tim Boyle et Biff Dawes. Mixages par Biff Dawes..
| 1.  | Underground                                    | 1:58 |
| 2.  | Shore Leave                                    | 4:12 |
| 3.  | Dave the Butcher (instrumental)                | 2:15 |
| 4.  | Johnsburg, Illinois                            | 1:30 |
| 5.  | 16 Shells from a Thirty-Ought Six              | 4:30 |
| 6.  | Town With No Cheer                             | 4:22 |
| 7.  | In the Neighborhood -                          | 3:04 |
| 8.  | Just Another Sucker on the Vine (instrumental) | 1:42 |
| 9.  | Frank's Wild Years                             | 1:50 |
| 10. | Swordfishtrombone                              | 3:00 |
| 11. | Down, Down, Down                               | 2:10 |
| 12. | Soldier's Things                               | 3:15 |
| 13. | Gin Soaked Boy                                 | 2:20 |
| 14. | Trouble's Braids                               | 1:18 |
| 15. | Rainbirds (instrumental)                       | 3:05 |

## Musiciens
- Tom Waits - Chant (1, 2, 4, 5, 6, 7, 9, 10, 11, 12, 13, 14), Chair (2), Orgue Hammond B-3 O (3), Piano (4, 15), Harmonium (6, 8), Synthétiseur (6), Freedom Bell (6)
- Victor Feldman - Basse Marimba (1, 2), Marimba (2, 10), Shaker (2), Bass Drum avec riz (2), Bass Boo Bams (3), Brake Drum (5), Bell Plate (5), Snare (5, 11), Orgue Hammond B-3 (7), Snaredrum (7), Cloches (7), Congas (10), Bass Drum (10), Dabuki Drum (10), Tambourin (11), African Talking Drum (14)
- Larry Taylor -  Basse acoustique (1, 2, 5, 7, 9, 11, 13, 14),  Basse électrique (10)
- Randy Aldcroft - Cor baryton (1, 7), Trombone (2)
- Stephen Taylor Arvizu Hodges - Batterie (1, 2, 5, 11, 13), Parade Drum (7), Cymbales (7), Parade Bass Drum (14), Glassharmonica (15)
- Fred Tackett -  Guitare électrique (1, 5, 13), Banjo (2)
- Francis Thumm - Metal Aunglongs (2), Glassharmonica (15)
- Greg Cohen - Basse (4),  Basse acoustique (10, 12, 15)
- Joe Romano - Trombone (5), Trompette (8)
- Anthony Clark Stewart - Cornemuse (6)
- Clark Spangler - Programmation des synthétiseurs (6)
- Bill Reichenbach - Trombone (7)
- Dick (Slyde) Hyde - Trombone (7)
- Ronnie Barron - Orgue Hammond  (9)
- Eric Bikales - Orgue (11)
- Carlos Guitarlos -  Guitare électrique (11)
- Richard Gibbs - Glassharmonica (15)